# Анджей Гломб
Анджей Гломб (пол. Andrzej Głąb; нар. 10 листопада 1966, Холм, Люблінське воєводство) — польський борець греко-римського стилю, срібний призер Олімпійських ігор.

## Життєпис
Народився 10 листопада 1966 року в Холмі в родині Франциска і Станіслави Гломб. Випускник місцевого механічного технікуму (1998). Навчався (але не закінчив) в Інституті фізичної культури в Ґожуві-Велькопольському (філія Познанської академії фізичної культури).
Спочатку він займався карате, але потім перейшов до боротьби.
Автор однієї з найгучніших сенсацій в історії польської боротьби. Ні до, ні після сеульської Олімпіади він не піднімався на подіуми світових або європейських чемпіонатів. На літніх Олімпійських іграх 1988 року в Сеулі польському борцю вдалося перемогти триразового чемпіона світу, радянського спортсмена Махяддіна Аллахвердієва. У фіналі з рахунком 0-3 поступився італійському борцю Вінченцо Маенці.
Після завершення спортивної карьєри він проявив себе у тренерській професії. Успішно працював як в Холмі, де тренував Радослава Тружковського, Даріуша і Пйотра Яблонських, так і в збірній команді Польщі з греко-римської боротьби, де був помічником головного тренера Юзефа Трача.

## Спортивні результати на міжнародних змаганнях

### Виступи на Олімпіадах
| Змагання                    | Збірна | Вагова категорія                 | Місце  |
| --------------------------- | ------ | -------------------------------- | ------ |
| Літні Олімпійські ігри 1988 | Польща | греко-римська боротьба, до 48 кг | Срібло |

### Виступи на Чемпіонатах світу
| Змагання                        | Збірна | Вагова категорія                 | Місце |
| ------------------------------- | ------ | -------------------------------- | ----- |
| Чемпіонат світу з боротьби 1986 | Польща | греко-римська боротьба, до 48 кг | 5     |
| Чемпіонат світу з боротьби 1987 | Польща | греко-римська боротьба, до 48 кг | 4     |
| Чемпіонат світу з боротьби 1989 | Польща | греко-римська боротьба, до 48 кг | 5     |
| Чемпіонат світу з боротьби 1991 | Польща | греко-римська боротьба, до 48 кг | 11    |

### Виступи на Чемпіонатах Європи
| Змагання                         | Збірна | Вагова категорія                 | Місце |
| -------------------------------- | ------ | -------------------------------- | ----- |
| Чемпіонат Європи з боротьби 1987 | Польща | греко-римська боротьба, до 48 кг | 5     |
| Чемпіонат Європи з боротьби 1988 | Польща | греко-римська боротьба, до 48 кг | 4     |
| Чемпіонат Європи з боротьби 1989 | Польща | греко-римська боротьба, до 48 кг | 4     |

### Виступи на інших змаганнях
| Змагання                           | Збірна | Вагова категорія                 | Місце  |
| ---------------------------------- | ------ | -------------------------------- | ------ |
| Золотий Гран-прі з боротьби 1987   | Польща | греко-римська боротьба, до 48 кг | Бронза |
| Гала гран-прі FILA 1987            | Польща | греко-римська боротьба, до 48 кг | Бронза |
| Гала гран-прі FILA 1988            | Польща | греко-римська боротьба, до 48 кг | Золото |
| Гран-прі Німеччини з боротьби 1988 | Польща | греко-римська боротьба, до 48 кг | 6      |
| Гран-прі Німеччини з боротьби 1989 | Польща | греко-римська боротьба, до 48 кг | 11     |
| Гран-прі Німеччини з боротьби 1993 | Польща | греко-римська боротьба, до 48 кг | Бронза |

### Виступи на змаганнях молодших вікових груп
| Змагання                                      | Збірна | Вагова категорія                 | Місце |
| --------------------------------------------- | ------ | -------------------------------- | ----- |
| Чемпіонат Європи з боротьби серед молоді 1986 | Польща | греко-римська боротьба, до 48 кг | 4     |